# لو غان
لو غان (بالصينية: 罗干) هو سياسي صيني، ولد في 1 يوليو 1935 في جينان في الصين. حزبياً، نشط في الحزب الشيوعي الصيني. وقد انتخب عضو مجلس الشعب الصيني ‏ خلال فترته النيابية ‏ وانتخب أمين اللجنة المركزية للشؤون السياسية والقانونية ‏ (1998 – 2007).